# Markthalle (Saint-Félix-Lauragais)

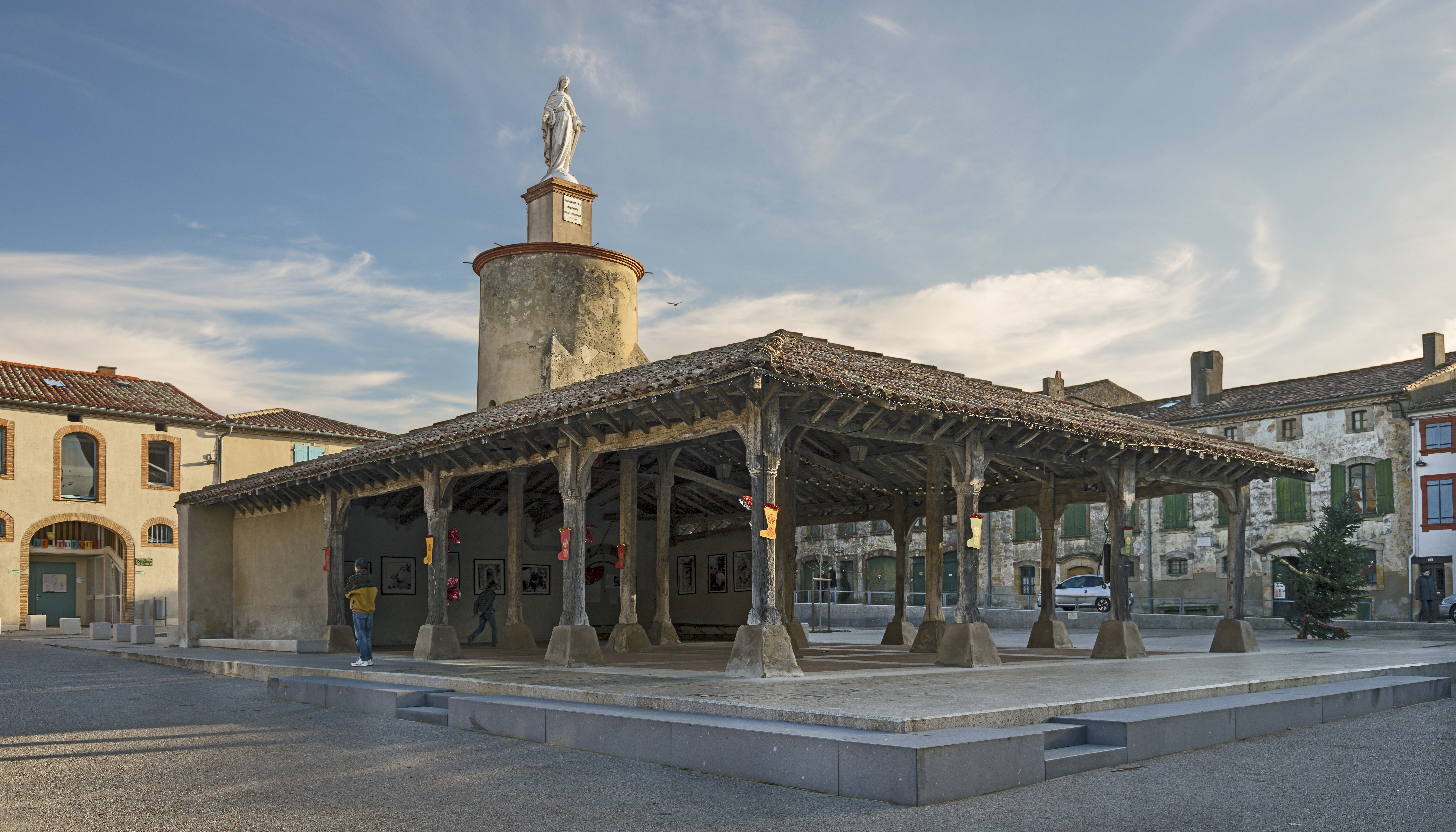
Markthalle in Saint-Félix-Lauragais

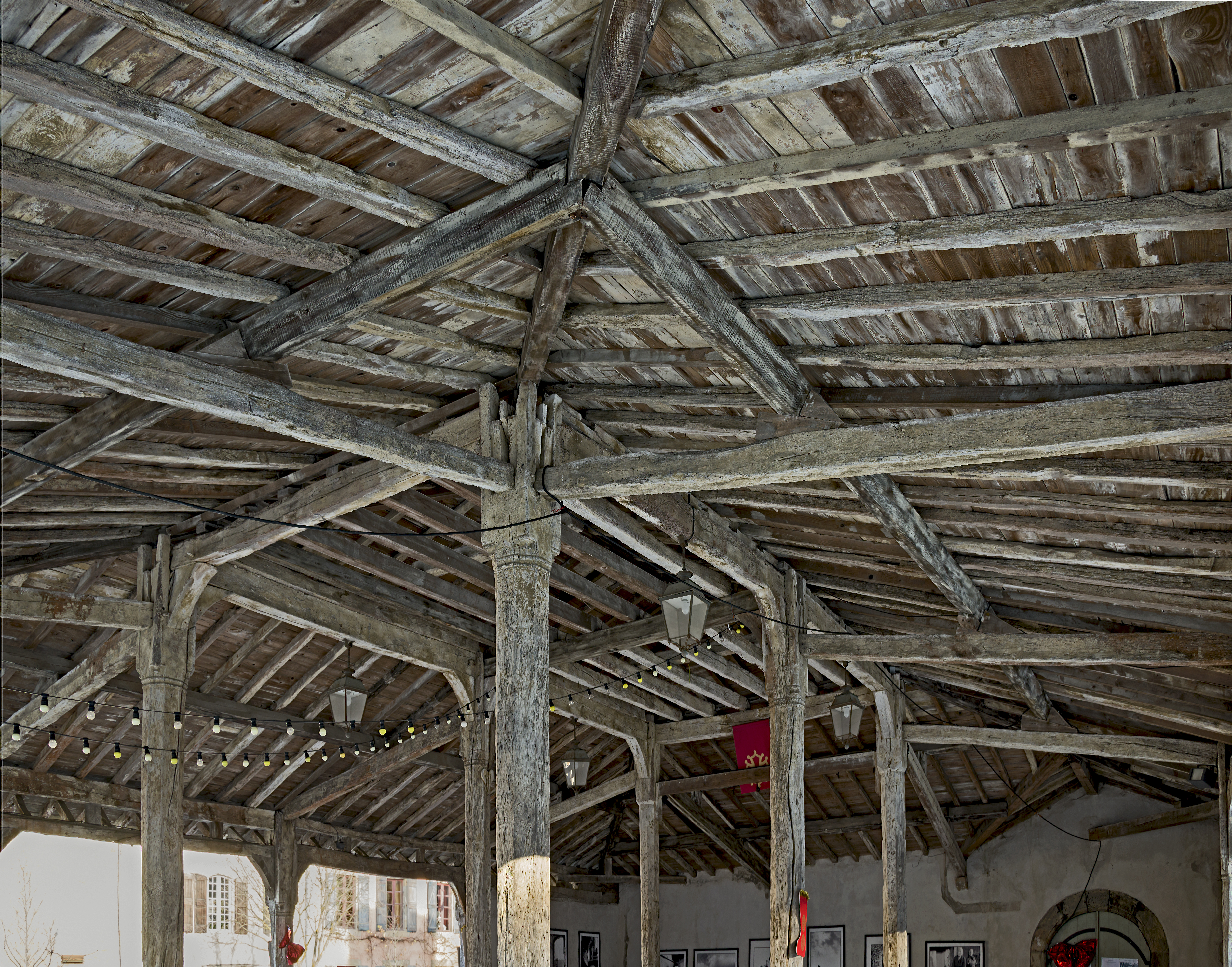
Innenansicht

Die Markthalle in Saint-Félix-Lauragais, einer französischen Gemeinde im Département Haute-Garonne in der Region Okzitanien, wurde im 15. Jahrhundert bei der Errichtung der Bastide erbaut. Die Markthalle an der Place Guillaume-de-Nogaret steht seit 1926 als Monument historique auf der Liste der Baudenkmäler in Frankreich.
Das an drei Seiten offene Bauwerk besteht aus einer Holzkonstruktion mit 16 Pfeilern, es wird von einem Ziegeldach abgeschlossen. An der vierten Seite wurde ein Uhrenturm angebaut.